# Canyamars
Canyamars és un dels tres nuclis que hi ha al municipi de Dosrius, a la comarca del Maresme. El nucli es troba al fons d'una vall, entre les serres del Corredor i de Montalt. Hi destaquen l'Església de Sant Esteve (gòtica, segle x); el Santuari del Corredor (segle xvi); el Dolmen de Ca l'Arenes i el Pou de glaç de Canyamars. El canyamarenc històric més conegut és Joan de Canyamars, que fou pagès de remença i autor d'un regicidi frustrat contra Ferran el Catòlic l'any 1492.

## Esdeveniments
- Cavalcada de Reis, en què els Reis porten regals personalitzats als infants del poble de Canyamars i els els entreguen personalment.
- Assemblea de la Germandat de Canyamars, el 3r diumenge després de Setmana Santa
- Plantada del Maig, el 30 d'abril
- Aplec del Corredor el 1r de maig
- Festa major al juliol
- Aplec de sardanes, al setembre
- Fira Bosc Medieval, a l'octubre